# Sint-Petrus' Stoel van Antiochiëkerk (Sittard)
De Sint-Petrus' Stoel van Antiochiëkerk, ook wel Grote- of Sint Petruskerk genoemd, is een kerk in het centrum van Sittard. De voormalige kapittelkerk doet sinds begin 19e eeuw dienst als parochiekerk en is vernoemd naar de zetel van de heilige apostel Petrus als eerste patriarch van Antiochië.
De kerk is een driebeukige gotische kruisbasiliek met vijfzijdig gesloten koor, zijkoren en een forse westtoren met flankerende torentjes. Ze is als geheel een voorbeeld van Maasgotiek. De kerktoren is met 83 meter de hoogste van Limburg.
Ten noordoosten van de kerk staat Het Kapittelhuis.

## Geschiedenis

### Bouwgeschiedenis (11e-16e eeuw)
De oorspronkelijke parochie dateert vermoedelijk al uit de vroege middeleeuwen; tot de 12e eeuw werden de meeste bisschopskerken aan Petrus gewijd. In 1299 werd aan de kerk een kapittel met twaalf seculiere kanunniken verbonden, nadat Walram de Rosse van Valkenburg hiertoe een jaar eerder een verzoek had ingediend. Dit verzoek kan zowel religieuze als politieke motieven hebben gehad. Nadat Walram het bestuur over Sittard en omgeving had verkregen, beschouwde hij deze plaats als het centrum van zijn territorium. De stichting van een kapittel zou de stad meer aanzien geven.
Of Walram de Rosse de kapittelkerk beoogde als toekomstige grafkerk voor zichzelf en zijn dynastie, is niet bewezen, hoewel hij volgens de traditie in de voorloper van de huidige kerk zou zijn begraven. Walram en enkele van zijn opvolgers stichtten diverse jaardiensten aan de kapittelkerk. Een deel van de inkomsten van de kerken van Sittard, Munstergeleen en Susterseel, kerken waarover Walram de voogdij bezat, gingen naar het kapittel. In 1336 werd ook de kerk van Merkelbeek door de Luikse prinsbisschop Adolf van der Mark aan het kapittel toegewezen.
De oudste delen van de kerk zijn gebouwd van baksteen. Wellicht is dit gedaan om kosten te besparen. Dit geldt voor het huidige schip, dat uit omstreeks 1400 moet dateren (volgens sommige bronnen uit ca. 1350). Ook delen van het muurwerk van het transept zijn van baksteen. Later werd overwegend gebruikgemaakt van mergel. In de 15e eeuw werd het koor verbouwd en uitgebreid met twee traveeën en een apsis. 
Uit een akte van 1505 blijkt dat de kerktoren uit deze periode dateert. In de 16e eeuw werd ook de Mariakapel bij het noordelijk dwarsschip verhoogd.

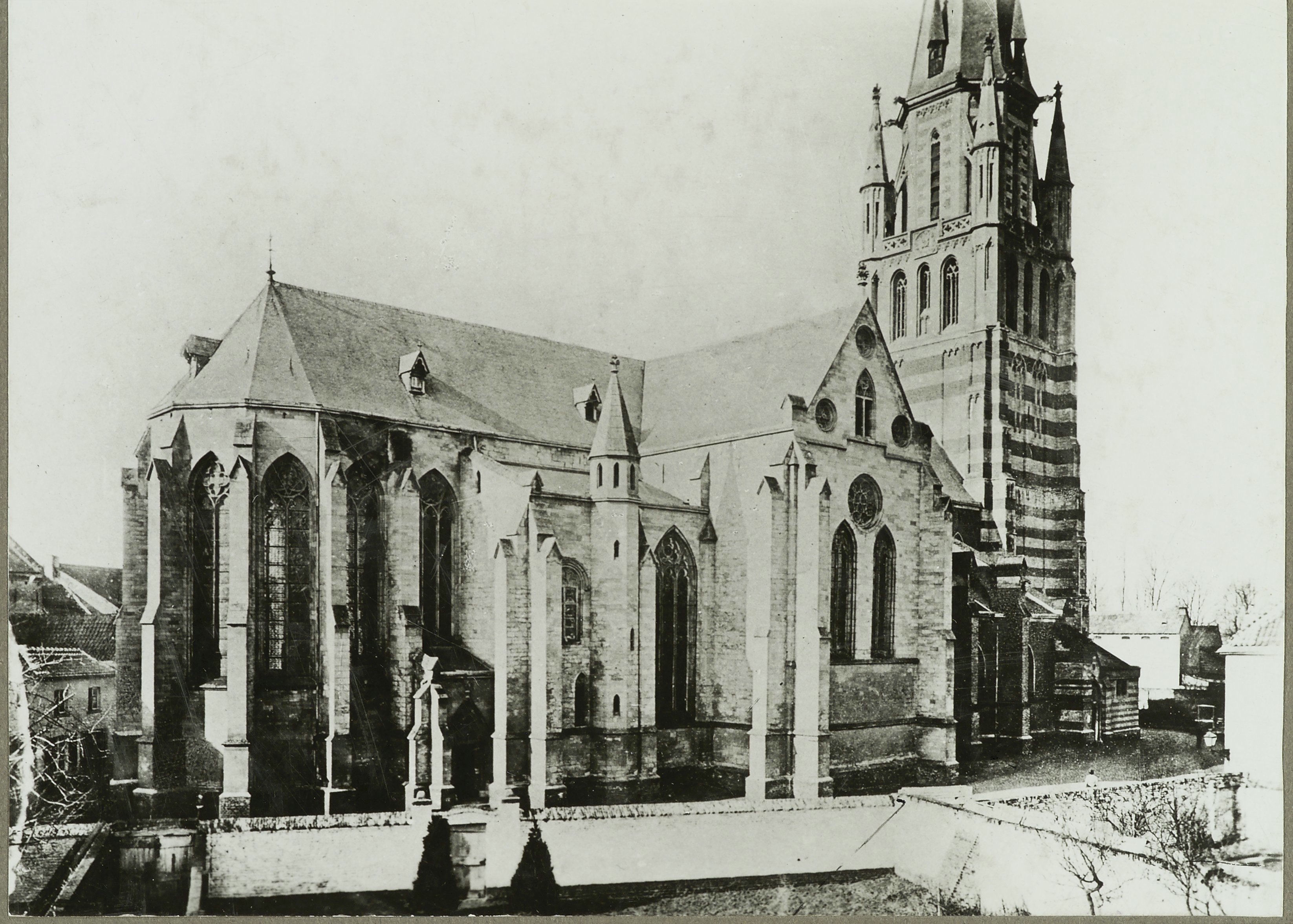
De kerk omstreeks 1900

### Verval en restauraties (17e-20e eeuw)
In de loop der tijd is de kerk meerdere malen verbouwd, enkele malen na een brand. In 1677 vond er een grote stadsbrand plaats die was aangestoken door Franse troepen onder leiding van Mélac, waarbij het schip zwaar beschadigd raakte en de oorspronkelijke torenspits verloren ging. Negen jaar later was deze vervangen door een nieuwe barokke torenspits. 
Nadat op 11 juni 1857 ook deze spits door een blikseminslag was verwoest, vond er een ingrijpende restauratie plaats onder leiding van de architect Pierre Cuypers, die de toren van een nieuw neogotisch bovendeel voorzag. Het schip gaf hij luchtbogen en steunberen.
Ook in de tweede helft van de 20e eeuw vond er een restauratie met een uitbreiding van de kerk plaats. In 1985 werd de toren gerestaureerd en in 1988 werd een beiaard toegevoegd.

## Beschrijving

### Exterieur
De kerk heeft de vorm van een gotische kruisbasiliek, waarvan de oudste, nog bestaande delen (schip, dwarsschip, zijbeuken en een deel van het priesterkoor) uit het eerste kwart van de 15e eeuw dateren. De ruim 80 m hoge kerktoren - de hoogste van Limburg - dateert uit het begin van de 16e eeuw. Bij het onderste deel van de toren is gebruikgemaakt van speklagen, waarbij rode baksteen en witte mergel elkaar afwisselen. De (nieuwere) torenspits is neogotisch.

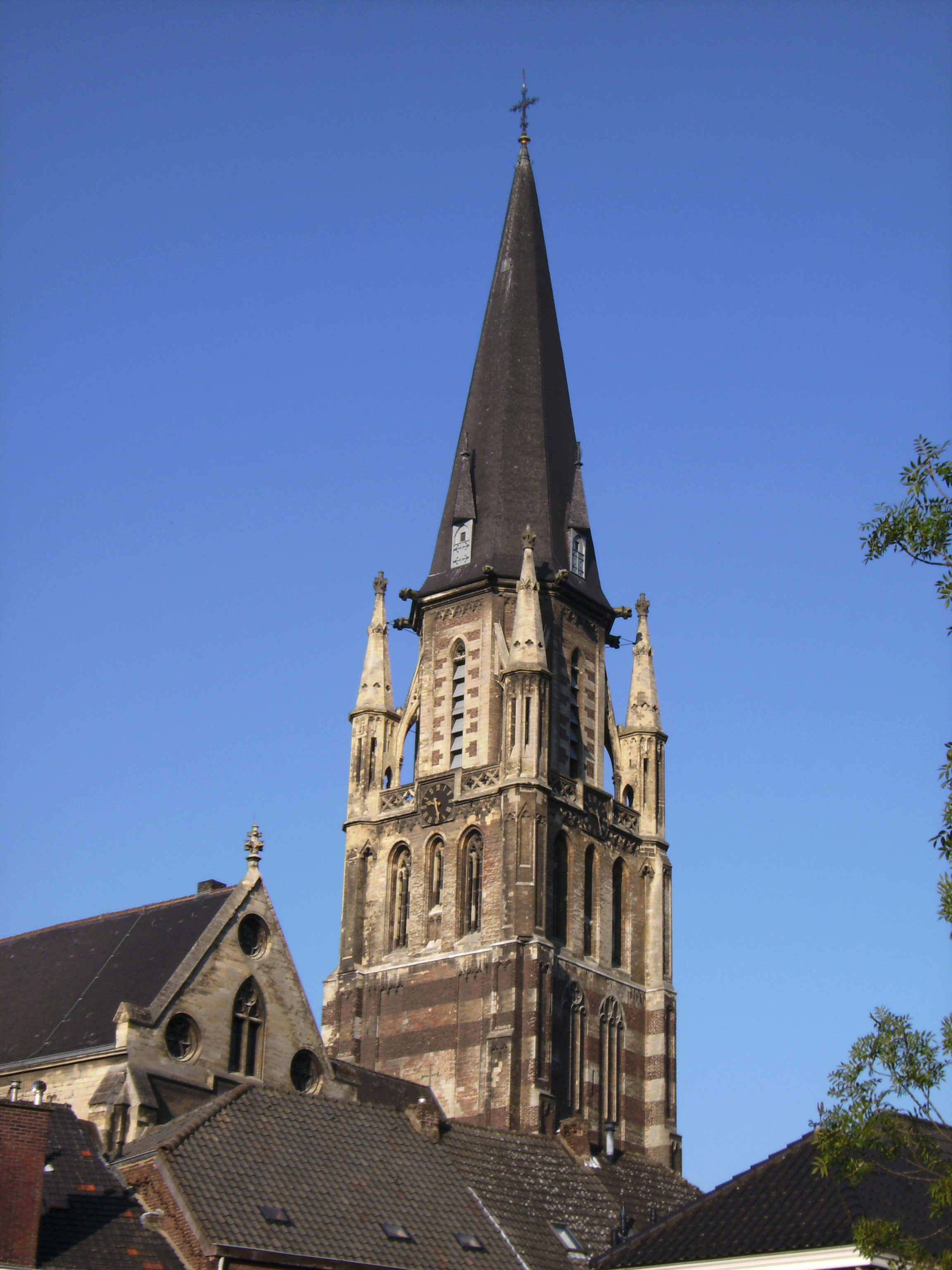
Kerktoren met torenspits
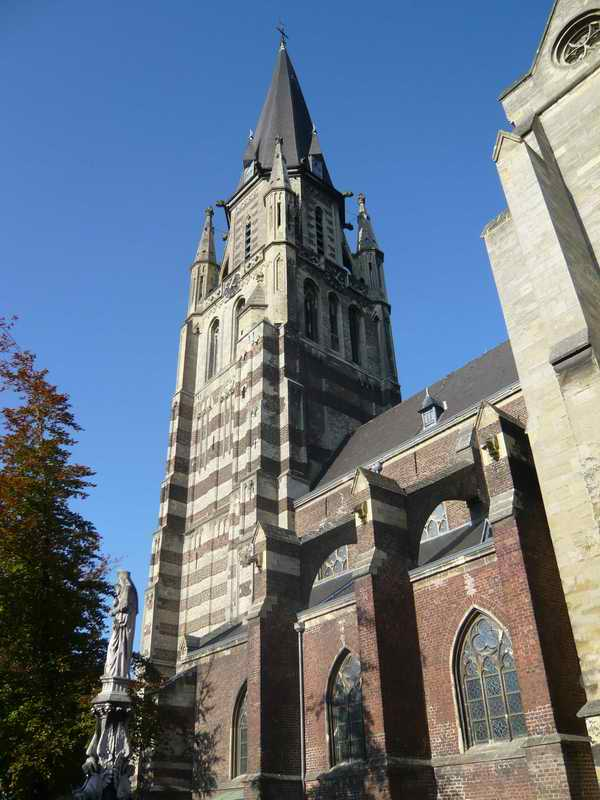
Kerktoren en zuiderbeuk
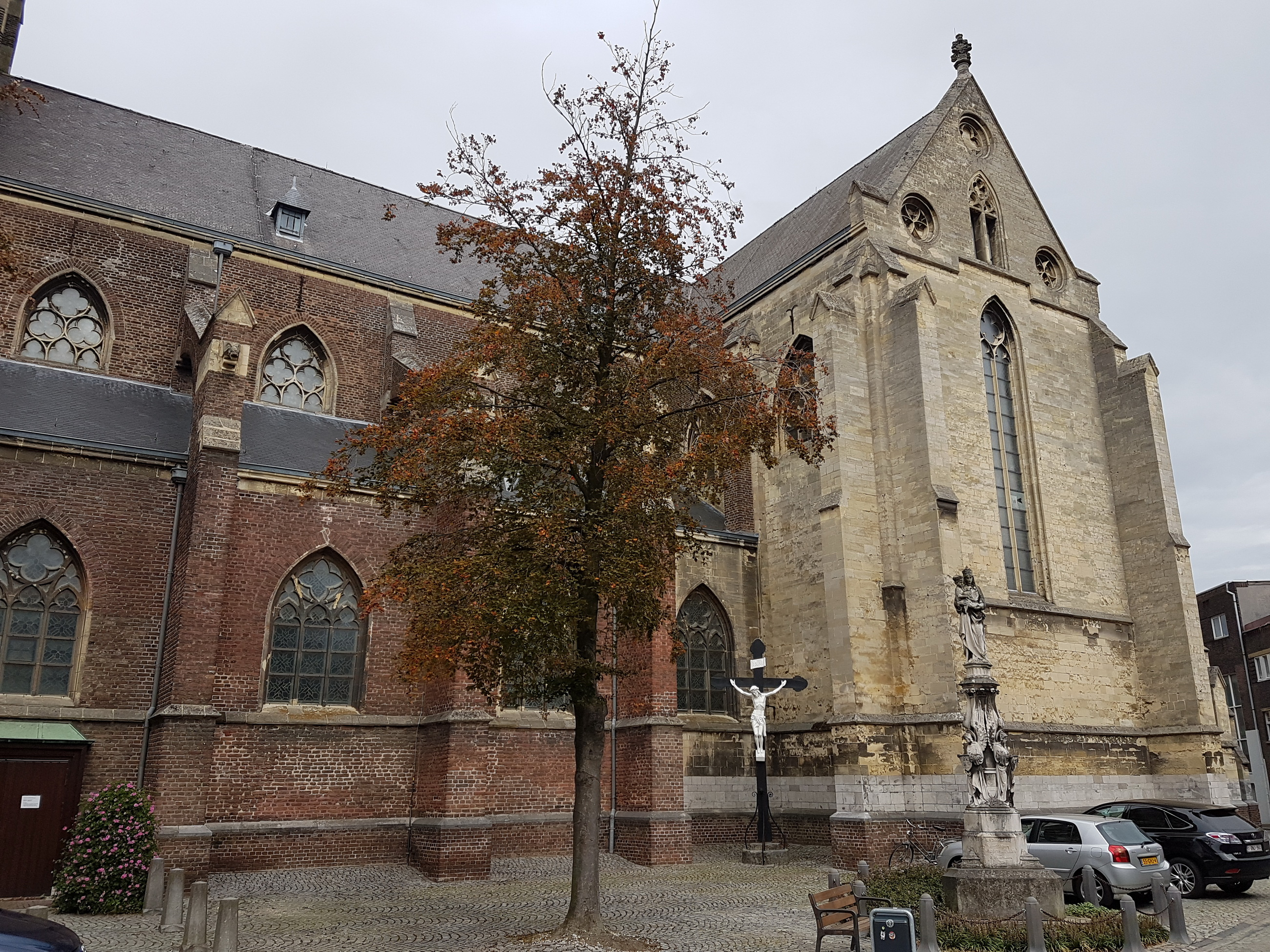
Zuiderbeuk en -transept
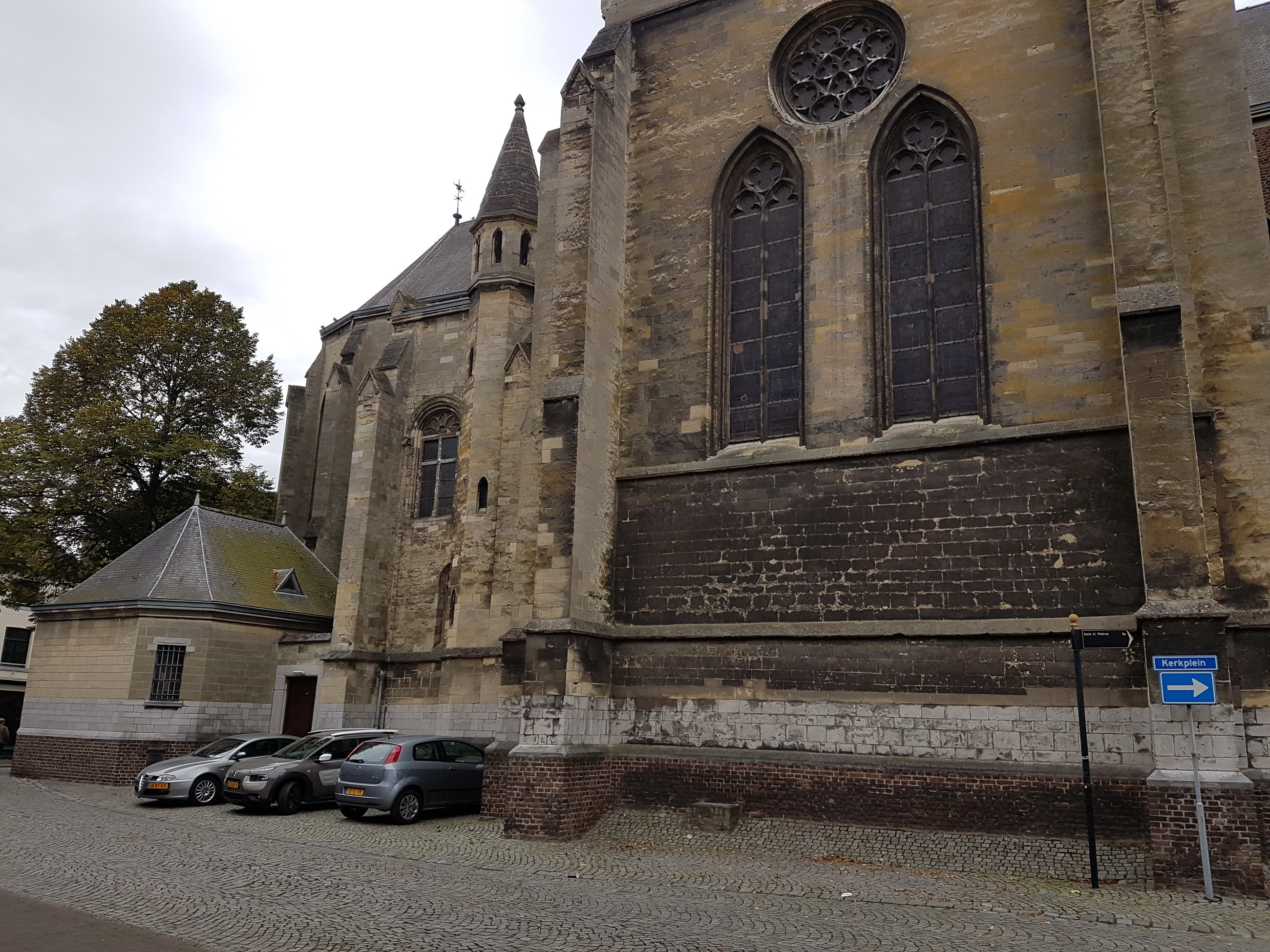
Noordertransept en koor

### Interieur
De hoofdingang bevindt zich tegenwoordig aan de westzijde, waar zich op de begane grond van de toren een vestibule bevindt, die tevens dienstdoet als dagkapel. In de noord- en westmuur zijn enkele grafzerken ingemetseld. Hier staat ook een beeld van de heilige Bernardus van Clairvaux. Het middenschip bestaat uit vier traveeën. De pilaren waarop het gotisch gewelf rust zijn versierd met Maaskapitelen. De beide transepten bestaan uit twee traveeën. In het verlengde van de zuidertransept bevindt zich de Sint-Jozefkapel met een barokaltaar uit 1776. In het noordertransept bevindt zich een biechtstoel, die evenals de preekstoel in 1774 in Maastricht is vervaardigd en de stijlkenmerken vertoont van de Luiks-Akense barok. De biechtstoelen in de zijbeuken zijn enkele decennia ouder. In het noordertransept bevindt zich tevens de koperen epitaaf voor kanunnik Rolandus Thienen († 1616), gemaakt door de edelsmid Fredericus Malders uit Maaseik.
Zoals bij veel kapittelkerken is het priesterkoor (of kanunnikenkoor) net zo lang als het schip. Het bestaat uit vier traveeën met een apsis. De huidige communiebank bestaat uit het onderste deel van het koorhek uit 1729 (een ander deel van dit hek bevindt zich op de orgeltribune). In het koor bevindt zich nog het originele, 15e-eeuwse koorgestoelte van de kanunniken. Het meeste houtsnijwerk met fantasiedieren is gotisch. Enkele van de verdwenen misericordes zijn omstreeks 1960 door de kunstenaar Frans Timmermans vervangen (o.a. het ruimtehondje Laika). Het hoofdaltaar is neogotisch en in opdracht van Anton Thomas van Son door atelier J.W. Ramaekers en Zonen te Geleen vervaardigd in 1893. Het hardstenen volksaltaar is in 1965 door Piet Killaars vervaardigd. Boven de viering bevindt zich een stergewelf. Hier hangt een triomfkruis uit omstreeks 1500 dat mogelijk uit het atelier van de Meester van Elsloo afkomstig is.
De kerk bezit diverse beelden en schilderijen, waaronder een serie schilderijen van de 18e-eeuwse Luikse schilder Jean Latour, afkomstig uit de Luikse Sint-Petruskerk.

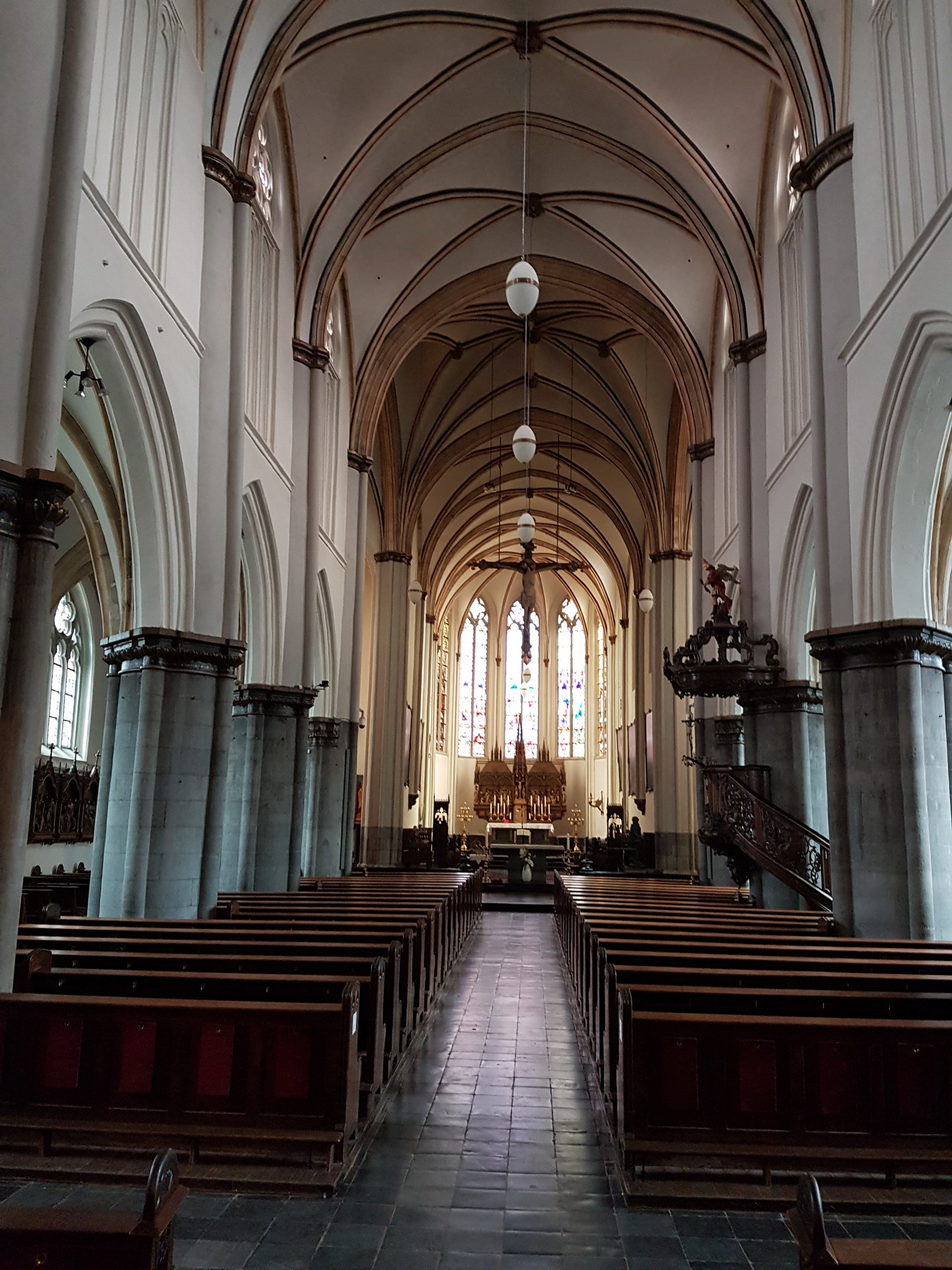
Zicht op het koor
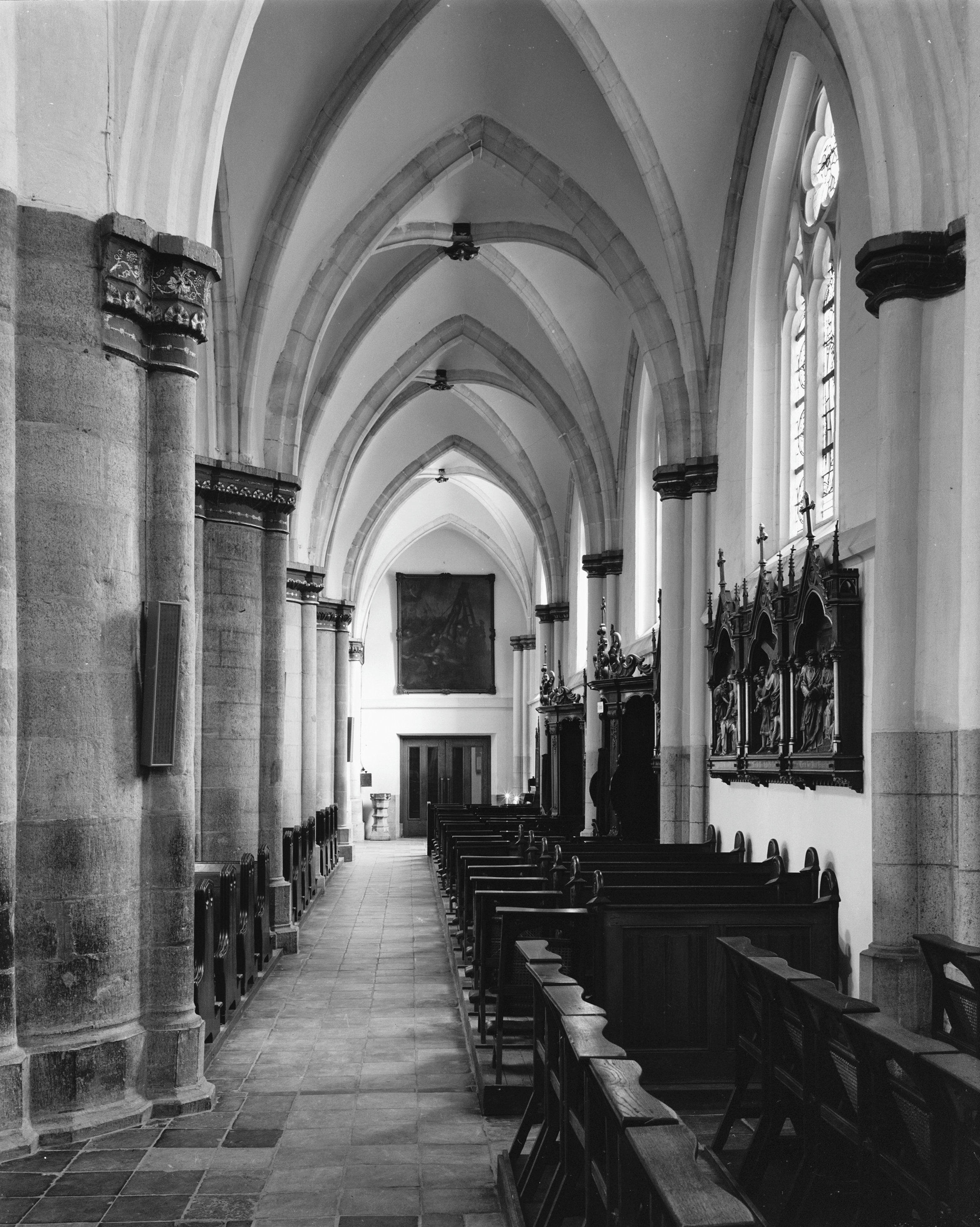
Noorderbeuk naar het westen
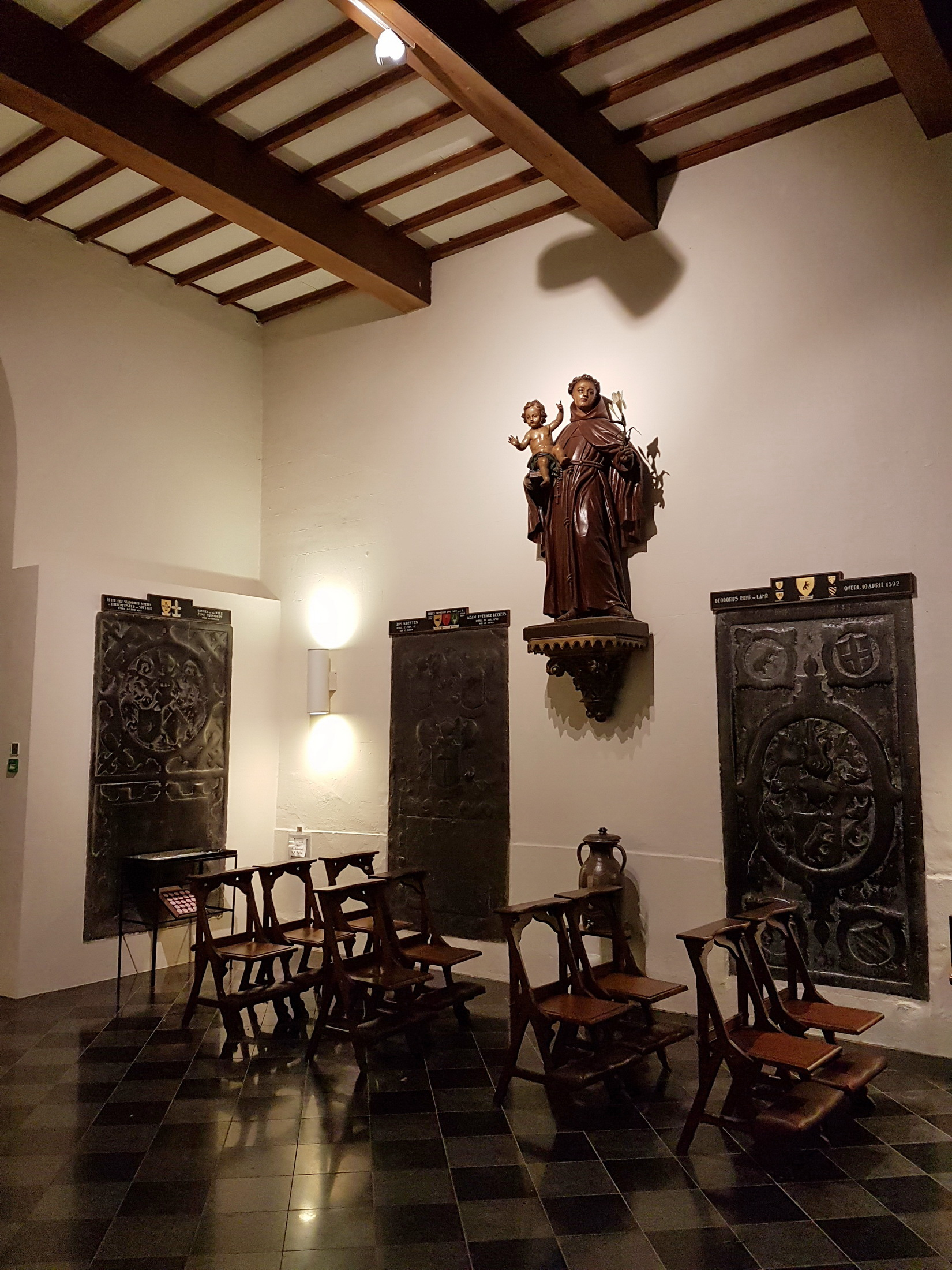
Vestibule (onder de toren)
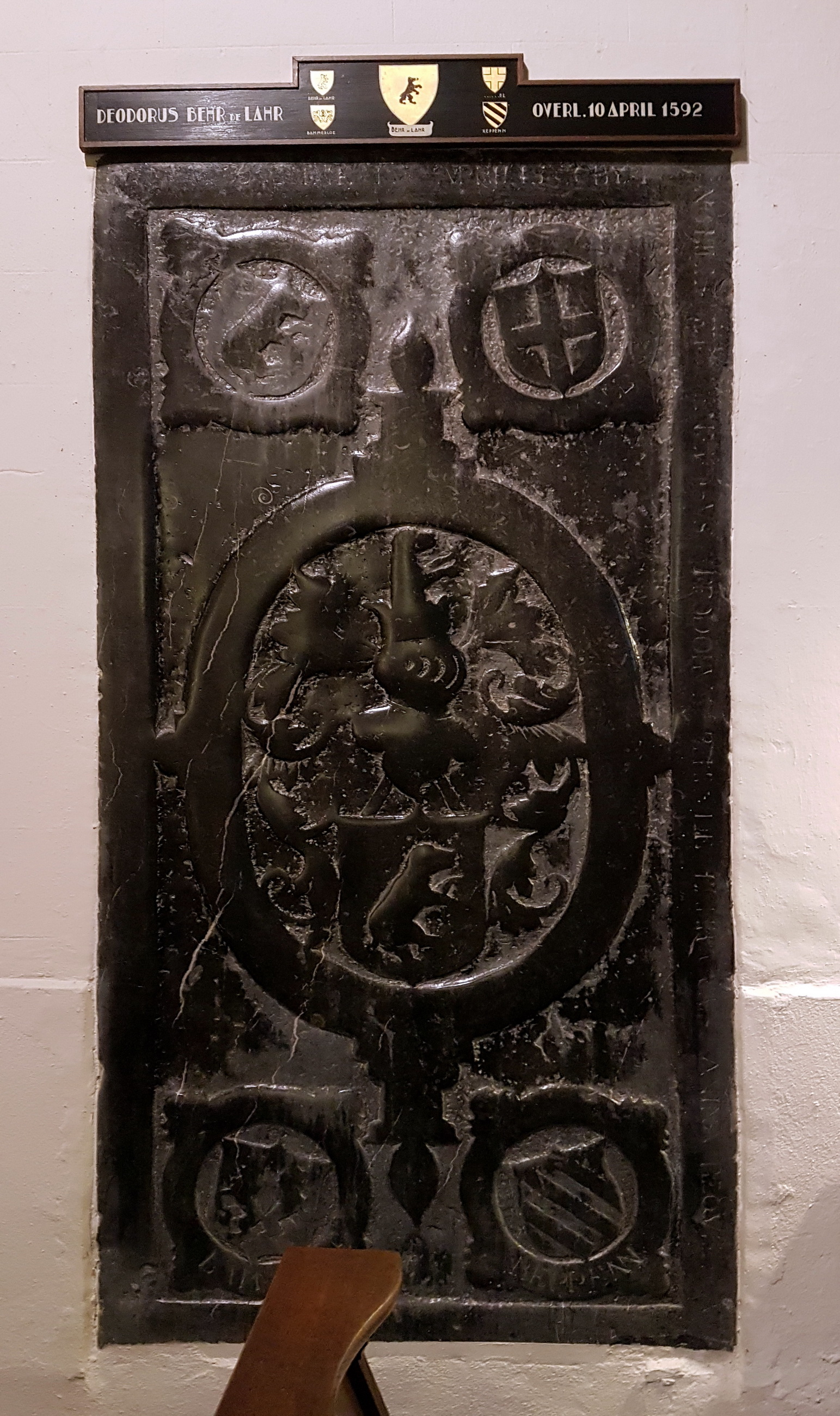
16e-eeuwse grafzerk

### Beiaard
Het uit 50 klokken bestaande carillon bevindt zich in de 83 meter hoge toren van de Sittardse Petruskerk. Deken Janssen kreeg het instrument in 1988 als afscheidscadeau. De zes luidklokken die in 1949 door klokkengieterij Van Bergen uit Heiligerlee zijn gemaakt spelen mee in het door Koninklijke Eijsbouts gebouwde carillon.